# Tidal
Tidal (zapis stylizowany: TIDAL) – serwis umożliwiający słuchanie muzyki na żądanie w wysokiej i bezstratnej jakości. 4 kwietnia 2016 roku zawierał ponad 40 milionów utworów oraz 130 tys. teledysków. Serwis był notowany w rankingu Alexa na miejscu 3735 (maj 2016).
Serwis wystartował 28 października 2014 roku dzięki szwedzko-norweskiej grupie Aspiro. W 2015 roku grupa została przejęta przez przedsiębiorstwo Project Panther Ltd., której właścicielem jest amerykański raper Jay-Z, za kwotę 466 milionów koron szwedzkich.
W marcu 2015 Tidal wchłonął uruchomiony w 2010 serwis streamingowy WiMP.
W marcu 2016 Tidal miał 3 miliony subskrybentów z całego świata, z czego 45% korzystało z wersji Hi-Fi, zapewniającej bezstratne strumieniowanie muzyki.